# Церклянська Добрава
Церклянська Добрава (словен. Cerkljanska Dobrava) — поселення в общині Церклє-на-Горенськем, Горенський регіон, Словенія. Висота над рівнем моря: 372,9 м.